# Шол Маргарита Віталіївна
Шол Маргарита Віталіївна (нар. 15 вересня 1988, Маріуполь Донецької області, Українська РСР) — український політик і світська левиця, народний депутат України IX скликання.

## Походження та навчання
Маргарита Шол народилась 1988 року у місті Маріуполь на Донеччині. Вона навчалась на економічному факультеті Приазовського державного технічного університету.

## Трудова діяльність
Працювала бухгалтером у МКВ «Український інститут сталевих конструкцій імені В. М. Шимановського».
На президентських виборах 2019 року у територіальному виборчому окрузі № 58 з центром у місті Маріуполі Маргарита Шол була довіреною особою кандидата в Президенти України Володимира Зеленського. На початку квітня 2019 року Маргарита Шол не змогла вчасно внести подання на семи членів окружної комісії № 58 від кандидата на пост Президента України Володимира Зеленського для виконання обов'язків у другому турі президентських виборів. Тоді Маріуполь виявився єдиним містом, де Центральна виборча комісія була змушена додавати відсутніх членів окружкомів за поданням голови ЦВК.
Влітку 2019-го на позачергових парламентських виборах стала народним депутатом від партії «Слуга народу», будучи обраною за партійним списком (№ 107). На час виборів не була членом будь-якої політичної сили. На час обрання народним депутатом улітку 2019 року тимчасово не працювала.
З 9 січня 2023 року була оголошена у розшук НАБУ, оскільки «не вказала у декларації за 2020 рік відомості про оренду квартири на Печерську в Києві, вартість якої становить близько 5 млн грн».

## Парламентська діяльність
Член Комітету Верховної Ради з питань аграрної та земельної політики, голова підкомітету з питань розвитку базових галузей в агропромисловому комплексі.
22 Липня 2025 року проголосувала за проєкт закону 12414, що обмежує Національне антикорупційне бюро України та Спеціалізовану антикорупційну прокуратуру. Закон викликав хвилю антикорупційних протестів.

## Особисте життя
Веде стиль життя, який характерний для світських левиць.
Розлучилася зі своїм чоловіком, Василем Шолом, за пів року до отримання депутатського мандату. Василя Шола та двох його соратників у 2017 році затримали слідчі поліції та прокуратура Донецької області за вимагання. До вересня 2018 року він перебував у СІЗО, а потім вийшов під заставу у розмірі 533 тис. грн. Останні засідання по справі датовані 2020 роком. Після парламентських виборів Маргарита Шол жодного разу у своїх деклараціях не вказувала чоловіка та пов'язаного з ним майна. Журналісти Bihus.Info за результатами свого розслідування стверджували, що розлучення ймовірно було фіктивним. Причинами могло бути прагнення дистанціюватися від кримінальної справи Василя Шола, а також небажання декларувати майно, пов'язане з колишнім чоловіком.
Має сина від Василя Шола.